# Werlau
Werlau ist ein Stadtteil von Sankt Goar im Rhein-Hunsrück-Kreis in Rheinland-Pfalz. Das Rheinhöhendorf liegt unmittelbar am Steilhang zum Rheintal auf der linken Rheinseite. Der Ort hat etwa 820 Einwohner. Werlau war bis zum 7. Juni 1969 eine eigenständige Gemeinde, die dann im Rahmen einer Verwaltungsreform aufgelöst und in die Stadt St. Goar eingemeindet wurde.

## Geographie

### Geographische Lage
Werlau liegt im auslaufenden nordöstlichen Hunsrück oberhalb des Mittelrheintals in unmittelbarer Nähe zur Loreley. Der Ortskern liegt in einer leichten Mulde, während die Gemarkung in einer teils ebenen, unbewaldeten Fläche, die bis zum Rand des Rheinengtals reicht, teils zum bewaldeten Hunsrück ansteigenden Hügellandschaft liegt. Die Kernstadt St. Goar ist 3 km weit entfernt.
Zu Werlau gehören auch die Wohnplätze Boxberger Hof, Forsthaus Brandswald, Hof auf der Schanz, Prinzenstein und Marienhof.

## Geschichte
Erste Besiedlungsspuren lassen sich aus fränkischer Zeit nachweisen. Die oftmals zitierte erste urkundliche Erwähnung im Jahre 992 beruht auf einer Urkunde, die von Georg Friedrich Schott, einem der Fälschung vieler Urkunden überführten Archivars, überliefert ist. Es besteht daher auch bei dieser Urkunde ein begründeter Fälschungsverdacht.
Um 1200 war das St. Kastor -Stift in Koblenz der Hauptgrundherr. In der Folgezeit gehörte Werlau zur Grafschaft Katzenelnbogen, die 1479 nach dem Tod des letzten Grafen von Katzenelnbogen, Philipps des Älteren, in den Besitz der Landgrafen von Hessen kam. Bei der Aufteilung von Hessen 1567 erhielt Philipp II. von Hessen-Rheinfels u. a. den linksrheinischen Teil der ehemaligen Niedergrafschaft Katzenelnbogen. Nach dem Aussterben der Linie Hessen-Rheinfels gehörte Werlau abwechselnd bis 1795 zu Hessen-Kassel oder Hessen-Darmstadt.
Am 27. Oktober 1794 rückten französische Truppen auch in Werlau ein. Durch den Separatfriedensvertrag vom 28. August 1795 zwischen Frankreich und Hessen-Kassel kam Werlau zu Frankreich. Verwaltungsmäßig gehörte Werlau von 1798 bis 1814 zum Kanton Sankt Goar, dem Arrondissement Simmern und dem Rhein-Mosel-Departement. Aufgrund der 1815 auf dem Wiener Kongress getroffenen Vereinbarungen kam Werlau als eigenständige Gemeinde zum Königreich Preußen und wurde 1816 Teil des neu gebildeten Kreises St. Goar im Regierungsbezirk Koblenz.
Im Rahmen der rheinland-pfälzischen Kommunalreform wurde die bisher selbständige Gemeinde am 7. Juni 1969 aufgelöst und als Stadtteil in die Stadt St. Goar eingegliedert.

### Bergbau
Große Bedeutung bis ins 20. Jahrhundert hinein hatte der Bergbau. In den Gruben der Grube Gute Hoffnung wurden seit dem 18. Jahrhundert Blei- und Zinkerze abgebaut. Ein stählerner Förderturm war das Wahrzeichen des Werlauer Schachtes, der am 1. Mai 1936 unter dem Namen Adolf-Hitler-Schacht eingeweiht wurde.

### Religionsgemeinschaften
In Werlau haben verschiedene Religionsgemeinschaften Fuß gefasst, was sich unter anderem in den verschieden kirchlichen Gebäuden im Ort widerspiegelt. Mehrheitlich gehören die Einwohner der Evangelischen Kirche an.
Die Reformation wurde 1527 eingeführt, aber bis zur Union von 1817 waren die Werlauer Protestanten in Lutheraner und Reformierte geteilt. Auf Grund der Lehnsabhängigkeit vom St. Kastor-Stift in Koblenz blieben bei Einführung der Reformation allerdings 15 Einwohner katholisch.
Vom Mittelalter bis 1942 lebten Juden in Werlau.
Aktuell leben auch Menschen muslimischen Glaubens in Werlau.

## Politik

### Ortsbeirat
Werlau ist als Ortsbezirk ausgewiesen und wird von einem Ortsbeirat und einem Ortsvorsteher politisch vertreten.
Der Ortsbeirat besteht aus neun Ortsbeiratsmitgliedern. Bei der Kommunalwahl am 9. Juni 2024 wurden die Beiratsmitglieder in einer personalisierten Verhältniswahl gewählt. Die Sitzverteilung im gewählten Ortsbeirat:
| Wahl | SPD | CDU | FDP | Gesamt  |
| ---- | --- | --- | --- | ------- |
| 2024 | 4   | 5   | –   | 9 Sitze |
| 2019 | 4   | 4   | 1   | 9 Sitze |
| 2014 | 4   | 5   | –   | 9 Sitze |
| 2009 | 4   | 5   | –   | 9 Sitze |

### Ortsvorsteher
Alexander Freund (CDU) wurde am 2. September 2024 Ortsvorsteher von Werlau. Bei der Direktwahl am 9. Juni 2024 hatte er sich mit einem Stimmenanteil von 63,9 % gegen einen Mitbewerber durchgesetzt.
Freunds Vorgänger Dieter Langenbach (CDU) war zuletzt bei der Direktwahl am 26. Mai 2019 mit 55,89 % in seinem Amt bestätigt worden und kandidierte bei der Wahl 2024 nicht erneut als Ortsvorsteher.

## Kultur und Sehenswürdigkeiten

### Bauwerke
- Kirchen:
  - Evangelische St.-Georgs-Kirche aus dem Jahre 1907
  - das Gemeindehaus der Freien evangelischen Gemeinde (1965)
  - die neuapostolische Kapelle (1969)
  - eine katholische Kapelle in der ehemaligen katholischen Volksschule
- andere Bauwerke:
  - Aussichtspunkt Werlauer Pilz mit Blick auf St. Goar und St. Goarshausen

## Sport
Werlau verfügt mit dem Rheingoldbad über ein öffentliches Freibad sowie über Tennisplätze und einen Fußballplatz.

## Vereine
In Werlau sind folgende Vereine beheimatet: TuS Werlau 1912, DLRG, Landfrauenverein, Möhnengesellschaft, Reiterverein, Männergesangsverein, Förderverein Rheingoldbad, Heimatfreunde, VVV Werlau, Förderverein der Freiwilligen Feuerwehr Werlau.

## Regelmäßige Veranstaltungen
- 4. Wochenende im Juli: Traditionelles Werlauer Heimatfest.
- 3. Wochenende im September: Rhein in Flammen Großfeuerwerke von Burg Katz bei Sankt Goarshausen, Burg Rheinfels bei Sankt Goar und von der Rheinmitte aus.

## Verkehr

### Straßenverkehr
Durch den Ortsteil Werlau führt die Landesstraße 213, die zur Anschlussstelle an die A 61 Ludwigshafen-Köln nahe dem 8 km entfernt liegenden Emmelshausen führt und von der Bundesstraße 9 im Rheintal abzweigt. Wegen der Steilhanglage des Ortes besitzt die L 213 eine Steigung von 21 %.

## Wirtschaft

### Ansässige Unternehmen
In Werlau gibt es ein Gewerbegebiet. Dort sind mehrere Gewerbebetriebe angesiedelt, unter anderem ein Fuhrbetrieb, ein Gartenbaubetrieb, eine Heizungs- und Sanitärfirma, ein Grafikbetrieb und eine Softwarefirma.

## Bekannte Söhne und Töchter
- Peter Paul Müller-Werlau (* 26. Mai 1866 in Werlau; † 5. Februar 1949 in Bonn-Beuel), deutscher Landschaftsmaler mit Spezialisierung auf Ansichten von Rhein und Mosel